# Egon Weißenbach
Egon Weißenbach (* 30. März 1897 in Bischofteinitz; † 27. Mai 1966 in Wien) war ein österreichischer Maler  und Restaurator.

## Leben und Karriere
Egon Weißenbach wurde als Sohn des Landesgerichtsrats August Weissenbach 1897 in Bischofteinitz geboren. Sein Vater war ein langjähriger Leiter des Bezirksgerichtes und spielte eine maßgebliche Rolle im gesellschaftlichen und kulturellen Leben der Stadt.
Egon Weißenbach absolvierte die Wiener Akademie der bildenden Künste. Die Kirchenmalerei bildete seine Haupttätigkeit im langen künstlerischen Wirken. Viele österreichische Wallfahrts- und Domkirchen verdanken ihm die Neu- und Wiederherstellung ihrer Fresken, so zum Beispiel der Stephansdom in Wien. 1936 restaurierte er das Gnadenbild Mariahilf von Lucas Cranach dem Älteren, welches sich im Hochaltar des Innsbrucker Doms befindet. Er hat auch seine Kunst an der Wiener Akademie vorgetragen. 1945 übernahm Weißenbach als Assistent die Führung der Werkstätte für Restaurierungsarbeiten an der Universität für angewandte Kunst Wien. 1951 legte er die übermalten Fresken an der Wallfahrtskirche Maria Taferl frei.